# Barrage du Saillant
Le barrage du Saillant est un barrage français situé en région Nouvelle-Aquitaine, dans le département de la Corrèze, sur les communes d'Allassac et de Voutezac. Installé sur la Vézère, en amont du village du Saillant, auquel il doit son nom, il est en service depuis 1930.
Positionné une quinzaine de kilomètres en amont de la confluence de la Vézère et de la Corrèze, à l'entrée du bassin sédimentaire de Brive, il est le plus bas des barrages hydroélectriques de la Vézère corrézienne.

## Géographie
Le barrage du Saillant est positionné à la sortie de la portion encaissée de la vallée de la Vézère, dite des « gorges du Saillant », profonde d'environ 200 m et qui correspond à l'entaille de la Vézère dans le plateau d'Uzerche, rattaché au Massif central. Ce défilé étroit est emprunté par la ligne ferroviaire Paris - Limoges - Toulouse. En aval du barrage commence le bassin sédimentaire de Brive, rattaché au bassin aquitain.
Le barrage comme la centrale hydroélectrique, située environ 250 m en aval, sont partagés entre les communes de Voutezac (rive droite, à l'ouest) et Allassac (rive gauche, à l'est).

## Histoire
Le barrage actuel fait suite à un premier aménagement effectué entre 1899 et 1902, sur le site dit du « saut du Saumon ». Toutefois, dès le XIXe siècle, des aménagements existent ; en 1849, le conseil d'arrondissement de Tulle déplore auprès du Conseil général de la Corrèze l'obstacle que constitue le seuil du Saillant à la remontée du saumon.
L'actuel barrage date de 1929. Il permet rapidement le développement industriel des environs, notamment en alimentant l'usine électrochimique et électrométallurgique d'Allassac, à partir de 1931. En 1959, la première usine située sur la chute du saut du Saumon est abandonnée, et remplacée.
Entre 1993 et 1995, le barrage fait l'objet d'un aménagement permettant d'augmenter la capacité de l'évacuateur de crue, passant de 665 à 970 m3/s.

## Tourisme
En 2014, une passerelle piétonne est installée.
Des visites du barrage du Saillant sont régulièrement assurées par le Pays d'art et d'histoire Vézère-Ardoise,.
Le barrage du Saillant est particulièrement visible depuis le site naturel et panoramique de la Roche (ou « la Roche d'Allassac »), situé en surplomb de la rive gauche de la Vézère.